# 特許狀

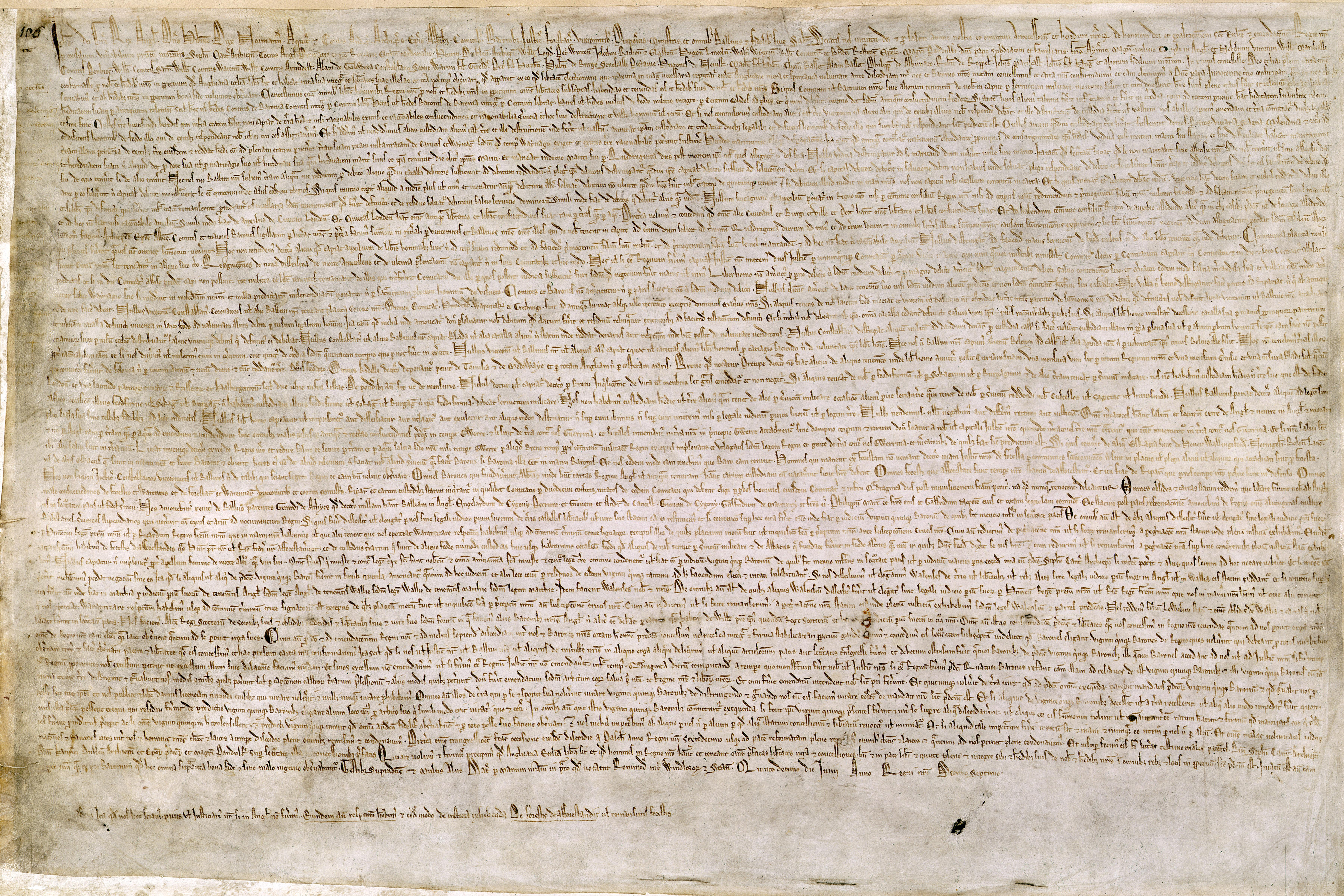
一例特许状(大宪章)。

特许状（英語：Charter）是一种法律上权利所有人（一般是政府机构）对个人、团体或其他法人某一独特权利的许可和声明；这种权利一般是对土地、经营权或其它所有权的有限独立垄断许可。英联邦王国特许状持有人是指拥有皇家特许状许可下某一团体中的个人。
值得注意的是，特许状本质上默认权利所有人对该所有权依然拥有最终权利，而特许状持有人只拥有部分特权。因此，权利所有人可以随时收回特许状持有人之特权。
在词源上，英语中“charter”一词来自古法语“charte”，而该词则源于拉丁语“charta”。这些词最早均来自古希腊“χάρτης”(khartes，意为“莎草纸的层次”)。在英语语境中，该词已经与“对某一权利/特权的许可证”之意没有分别。